# Culicoides paraensis
Culicoides paraensis là một loài midge được tìm thấy ở phía bắc Hoa Kỳ đến Argentina, là vật chủ trung gian của virus sôt Oropouche.